# Taxeotis orphnina
Taxeotis orphnina là một loài bướm đêm trong họ Geometridae.